# 머쉬룸즈
머쉬룸즈(영어: Mushru:ms)는 대한민국의 밴드이다. 2012년 EP 앨범 <One Point Relief>로 데뷔했다.

## 구성원
- 최완 - 보컬, 기타
- 식보이 - 베이스
- 이준서 - 드럼

## 음반
- 2012 EP [One Point Relief]
- 2013 싱글 [On Deck Circle]
- 2013 정규 1집 [One Game Wonder]
- 2014 싱글 [Antarctica]

## 경력
- 2012년 K-Rookies 3위

## 주요 공연
- 2012년 펜타포트 락 페스티벌
- 2012년 대한민국 라이브뮤직 페스티벌
- 2012년 그랜드 민트 페스티벌
- 2013년 뷰티풀 민트 라이프